# Mario Ančić
Mario Ančić (Split, 30 de março de 1984) é um ex-tenista profissional croata.
Foi um dos tenistas mais completos do circuito e cresceu rápido no tênis. Chegou até mesmo a ser considerado uma grande promessa por seu jogo clássico e agressivo de saque-e-voleio.
Em 2006, o croata alcançou o ápice na carreira, quando chegou a figurar em 7° no ranking mundial masculino da ATP. 
Jogou ao lado do compatriota Goran Ivanišević nos Jogos Olímpicos de Verão de 2000, porém obteve em duplas a medalha de bronze olímpica em Atenas 2004, jogando com o compatriota Ivan Ljubičić. 
Foi semifinalista do Grand Slam de Wimbledon em 2004 e chegou as quartas de final do Grand Slam de Roland Garros em 2006.
Ganhou três torneios ATP em simples, uma vez em São Petersburgo e por duas vezes em 's-Hertogenbosch, faturando mais de US$ 4 milhões em prêmios. 
Fez parte da equipe croata campeã da Copa Davis em 2005. Pois jogando ao lado de Ivan Ljubičić, Ivanišević e Karlovic, o jovem croata ajudou a colocar a Croácia no mapa do esporte com os 3 a 2 diante da Eslováquia, fora de casa.
Em razão de uma Mononucleose foi obrigado a encerrar precocemente sua carreira em 2011. "Não quero falar muito sobre isso agora, os motivos da minha decisão e meu estado emocional", declarou o croata.
Em 1º de julho de 2017 o sérvio Novak Djokovic, ex-número 1 do mundo e dono de 12 títulos do Grand Slam, anunciou o nome de Mario Ancic como novo membro de sua equipe. Na ocasião, declarou a respeito do croata: "Mario é um grande amigo meu. Ele era muito talentoso, mas teve azar com lesões e problemas de saúde que o fizeram encerrar a carreira muito cedo".

## Desempenho em Torneios

### Simples

#### Finais Vencidas (3)
| Legenda                                                     |
| Grand Slam (0)                                              |
| Tennis Masters Cup ATP World Tour Finals (0)                |
| ATP Masters Series ATP World Tour Masters 1000 (0)          |
| ATP International Series Gold ATP World Tour 500 Series (0) |
| ATP International Series ATP World Tour 250 Series (3)      |

| Títulos por superfície |
| Dura (0)               |
| Grama (2)              |
| Saibro (0)             |
| Carpete (1)            |

| Nr. | Data                  | Torneio                         | Superfície | Adversário na Final | Resultado     |
| 1.  | 13 de Junho de 2005   | 's-Hertogenbosch, Países Baixos | Grama      | Michaël Llodra      | 7–5, 6–4      |
| 2.  | 19 de Junho de 2006   | 's-Hertogenbosch, Países Baixos | Grama      | Jan Hernych         | 6–0, 5–7, 7–5 |
| 3.  | 23 de Outubro de 2006 | São Petersburgo, Rússia         | Carpete    | Thomas Johansson    | 7–5, 7–6(2)   |

#### Finais Perdidas (8)
| Nr. | Data                    | Torneio                 | Superfície | Adversário na Final | Resultado            |
| 1.  | 9 de Fevereiro de 2004  | Milão, Itália           | Carpete    | Antony Dupuis       | 6–4, 6–7(12), 7–6(5) |
| 2.  | 21 de Fevereiro de 2005 | Scottsdale, EUA         | Dura       | Wayne Arthurs       | 7–5, 6–3             |
| 3.  | 3 de Outubro de 2005    | Tóquio, Japão           | Dura       | Wesley Moodie       | 1–6, 7–6(7), 6–4     |
| 4.  | 9 de Janeiro de 2006    | Auckland, Nova Zelândia | Dura       | Jarkko Nieminen     | 6–2, 6–2             |
| 5.  | 13 de Fevereiro de 2006 | Marselha, França        | Dura       | Arnaud Clément      | 6–4, 6–2             |
| 6.  | 11 de Setembro de 2006  | Pequim, China           | Dura       | Marcos Baghdatis    | 6–4, 6–0             |
| 7.  | 11 de Fevereiro de 2008 | Marselha, França        | Dura       | Andy Murray         | 6–3, 6–4             |
| 8.  | 2 de Fevereiro de 2009  | Zagreb, Croácia         | Dura       | Marin Čilić         | 6–3, 6–4             |

### Duplas

#### Finais Vencidas (5)
| Legenda                                                     |
| Grand Slam (0)                                              |
| Tennis Masters Cup ATP World Tour Finals (0)                |
| ATP Masters Series ATP World Tour Masters 1000 (0)          |
| ATP International Series Gold ATP World Tour 500 Series (0) |
| ATP International Series ATP World Tour 250 Series (5)      |

| Títulos por superfície |
| Dura (3)               |
| Grama (1)              |
| Saibro (1)             |
| Carpete (0)            |

| Nr. | Data                   | Torneio                         | Superfície | Parceiro        | Adversários na Final           | Resultado           |
| 1.  | 23 de Julho de 2003    | Indianapolis, EUA               | Dura       | Andy Ram        | Diego Ayala Robby Ginepri      | 2–6, 7–6(3), 7–5    |
| 2.  | 25 de Abril de 2005    | Munique, Alemanha               | Saibro     | Julian Knowle   | Florian Mayer Alexander Waske  | 6–3, 1–6, 6–3       |
| 3.  | 11 de Setembro de 2006 | Pequim, China                   | Dura       | Mahesh Bhupathi | Michael Berrer Kenneth Carlsen | 6–4, 6–3            |
| 4.  | 26 de Setembro de 2006 | Mumbai, Índia                   | Dura       | Mahesh Bhupathi | Rohan Bopanna Mustafa Ghouse   | 6–4, 6–7(6), [10-8] |
| 5.  | 15 de Junho de 2008    | 's-Hertogenbosch, Países Baixos | Grama      | Jürgen Melzer   | Mahesh Bhupathi Leander Paes   | 7–6(5), 6–3         |

## Ligações Externas
Perfil na ATP (em inglês)